# Symphoricarpos acutus
Symphoricarpos acutus là một loài thực vật có hoa trong họ Kim ngân. Loài này được (A. Gray) Dieck miêu tả khoa học đầu tiên..